# Hulaginakoppa, Kalghatgi
Hulaginakoppa là một làng thuộc tehsil Kalghatgi, huyện Dharwad, bang Karnataka, Ấn Độ.